# Він М'їн
Він М'їн (бірм. ဝင်းမြင့်; нар. 8 листопада 1951, Дануб'ю, Бірма) — бірманський політик і колишній політв'язень, президент М'янми з 29 березня 2018 року, спікер Палати представників з 2016 по 2018.
Вивчав геологію в Рангунському (Янгонському) університеті, працював юристом.
Член Палати представників з 2012 по 2018.
Одружений, має одну дочку.